# Кривий Торець
Криви́й Торе́ць — річка в північній частині Донецької області України, переважно в межах Донецького, Покровського, Горлівського і Краматорського районів, права притока Казенного Торця (басейн Сіверського Дінця).
Контроль за станом поверхневих і підземних вод басейну Кривого Торця і керування його гідрорежимом здійснює Сіверсько-Донецьке басейнове управління водних ресурсів (СДБУВР) Державного агентства водних ресурсів України.

## Опис
Річний стік — 69,5 млн м³. Довжина — 88 км. Площа сточища — 1590 км². Заболоченість 0,2 %.
Річка бере початок в центральній частині Донецького кряжу на півночі Макіївки. Тече на північ. Впадає до Казенного Торця за 53 км від його гирла.
На річці розташовані місто Костянтинівка, смт Нью-Йорк Торецької громади.
Поруч із річкою розташований регіональний ландшафтний парк Клебан-Бик.

## Притоки
| Ліві        | Праві         | Відстань від гирла, км |
| ----------- | ------------- | ---------------------- |
| Лозова      |               | 17                     |
|             | Грузька       | 20                     |
|             | Неумиха       | 30                     |
| Клебан-Бик  |               | 42                     |
| Сухий Яр    |               | 45                     |
|             | Залізна       | 56                     |
|             | Балка Залізна | 59                     |
| Очеретовата |               | 70                     |